# Prins af blodet
Prince du sang betyder prins af blodet. Prinser og prinsesser af blodet omfatter egentlig alle de arveberettigede prinser og prinsesser, der er legale efterkommere af en konge.

## Franske titler
I Frankrig fandtes der en særlig titel, som den første prins af blodet (fransk: premier prince du sang). Den første prins kunne tiltales som monsieur le prince (herr prinsen). 
Fra 1465 til 1830 var premier prince du sang en titel, der blev givet til den arveprins, der var overhoved for den nærmeste sidelinje til det franske kongehus. 
Den første prins var ikke efterkommer af den regerende konge, og han tilhørte ikke kongefamilien i svæver forstand. 
Reglerne for hvem, der skulle have titlen, var ikke helt klare, og kongen måtte afgøre stridigheder mellem konkurrerende sidelinjer.

## Franske første prinser fra 1465 til 1830
- 1465–1498: Ludvig 2., hertug af Orléans (1462–1515), senere konge som Ludvig 12.
- 1498–1515: Frans, greve af Angoulême (1494–1547), senere konge som Frans 1.
- 1515–1525: Karl 4., hertug af Alençon (1489–1525).
- 1525–1527: Karl 3., hertug af Bourbon (1490–1527), skulle have været den første prins, men han blev det ikke, fordi han havde begået forræderi i 1523.
- 1527–1537: Karl 4. af Bourbon, hertug af Vendôme (1489–1537).
- 1537–1562: Anton af Bourbon, hertug af Vendôme (1518–1562), senere konge af Navarra.
- 1562–1589: Henrik 3., konge af Navarra (1553–1610), senere fransk konge som Henrik 4.
- 1589–1646: Henrik 2. af Bourbon, fyrste af Condé (1588–1646).
- 1646–1686: Ludvig 2. af Bourbon, fyrste af Condé (1621–1686), kendt som "den store Condé".
- 1686–1709: Henrik 3. af Bourbon, fyrste af Condé (1643–1709).
- 1709–1723: Filip 2, hertug af Orléans (1674–1723), søn af Filip 1. af Orléans, regent af Frankrig i 1715–1723, han havde titlen som den første prins, men han brugte den ikke.
- 1723–1752: Ludvig, hertug af Orléans (1703–1752).
- 1752–1785: Ludvig Filip 1. af Orléans (1725–1785).
- 1785–1793: Ludvig Filip 2. af Orléans (1747–1793), kendt som Philippe Égalité (Filip Lighed) eller Citoyen Égalité (Borger Lighed).
- 1814–1830: Louis Philippe d'Orléans, hertug af Orléans (1773–1850), senere konge som Ludvig-Filip 1., kendt som borgerkongen.

## Huset Capet–Courtenay
I det 18. århundrede forsøgte medlemmer af Huset Capet–Courtenay flere gange forgæves at blive anerkendt som prinser og prinsesser af blodet. 